# 托米斯拉夫·茨尔恩科维奇
托米斯拉夫·茨尔恩科维奇（1929年6月17日—2009年1月17日），克罗地亚男子足球运动员，场上位置是后卫。他曾代表南斯拉夫国奥队参加1952年夏季奥林匹克运动会足球比赛，获得一枚银牌。